# AC 파라나바이
아틀레치쿠 클루비 파라나바이(Atlético Clube Paranavaí)는 브라질의 축구단으로 파라나 주의 파라나바이를 연고로 한다.

## 우승 기록
- 캄페오나투 파라나엔시
  - 2007

## 선수 명단

### 현역
참고: FIFA 자격 규정에 따라 소속된 국가대표팀 국기를 표시합니다. 선수는 복수의 FIFA 비회원국 국적을 가지고 있을 수 있습니다.
| 번호 | 포지션 | 국적 | 이름 |
| ---- | ------ | ---- | ---- |

| 번호 | 포지션 | 국적 | 이름 |
| ---- | ------ | ---- | ---- |